# Elacatinus

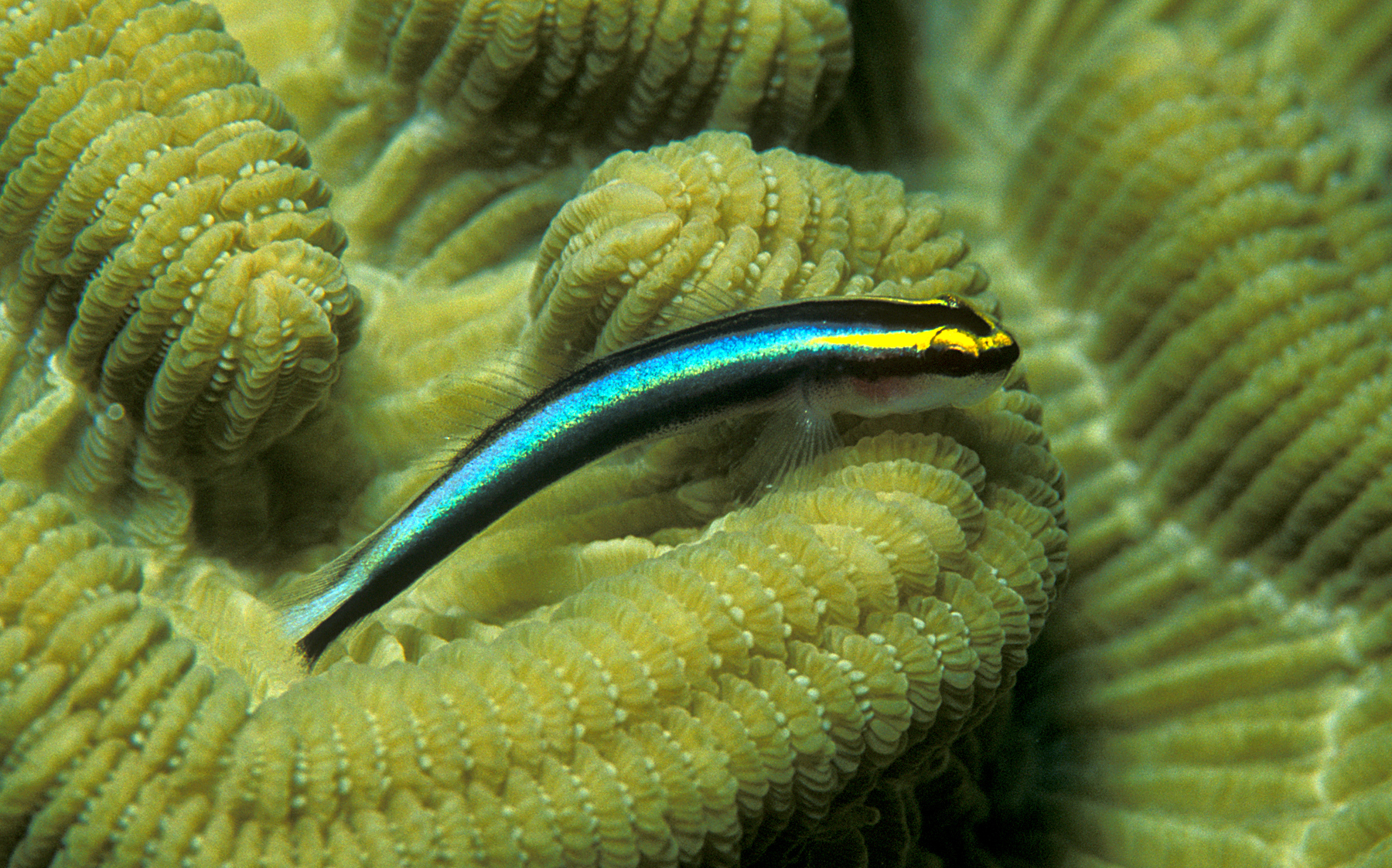
Elacatinus evelynae

Elacatinus  es un género de peces de la familia de los Gobiidae en el orden de los perciformes.

## Distribución geográfica
Se encuentran en América.

## Especies
- Elacatinus atronasus (Böhlke & Robins, 1968)
- Elacatinus chancei (Beebe & Hollister, 1933)
- Elacatinus digueti (Pellegrin, 1901)
- Elacatinus dilepis (Robins & Böhlke, 1964)
- Elacatinus evelynae (Böhlke & Robins, 1968)
- Elacatinus figaro (Sazima, Moura & Rosa, 1997)
- Elacatinus gemmatus (Ginsburg, 1939)
- Elacatinus genie(Böhlke & Robins, 1968)
- Elacatinus horsti (Metzelaar, 1922)
- Elacatinus illecebrosus (Böhlke & Robins, 1968)
- Elacatinus inornatus (Bussing, 1990)
- Elacatinus janssi (Bussing, 1981)
- Elacatinus jarocho (Taylor & Akins, 2007)
- Elacatinus limbaughi (Hoese & Reader, 2001)
- Elacatinus lori (Colin, 2002)
- Elacatinus louisae (Böhlke & Robins, 1968)
- Elacatinus macrodon (Beebe & Tee-Van, 1928)
- Elacatinus multifasciatus (Steindachner, 1876)
- Elacatinus nesiotes (Bussing, 1990)
- Elacatinus oceanops (Jordan, 1904)[
- Elacatinus pallens (Ginsburg, 1939)
- Elacatinus phthirophagus (Sazima, Carvalho-Filho & Sazima, 2008)
- Elacatinus pridisi (Guimarães, Gasparini & Rocha, 2004)
- Elacatinus prochilos (Böhlke & Robins, 1968)
- Elacatinus puncticulatus (Ginsburg, 1938)
- Elacatinus randalli (Böhlke & Robins, 1968)
- Elacatinus redimiculus (Taylor & Akins, 2007)
- Elacatinus saucrus (Robins, 1960)
- Elacatinus tenox (Böhlke & Robins, 1968)
- Elacatinus xanthiprora (Böhlke & Robins, 1968)
- Elacatinus zebrellus (Robins, 1958)